# نيل هنري غيليسبي
نيل هنري غيليسبي (بالإنجليزية: Neal Henry Gillespie)‏ هو كاتب أمريكي، ولد في 19 يناير 1831، وتوفي في 12 نوفمبر 1874.